# فهرست وابسته‌های دیپلماتیک بحرین

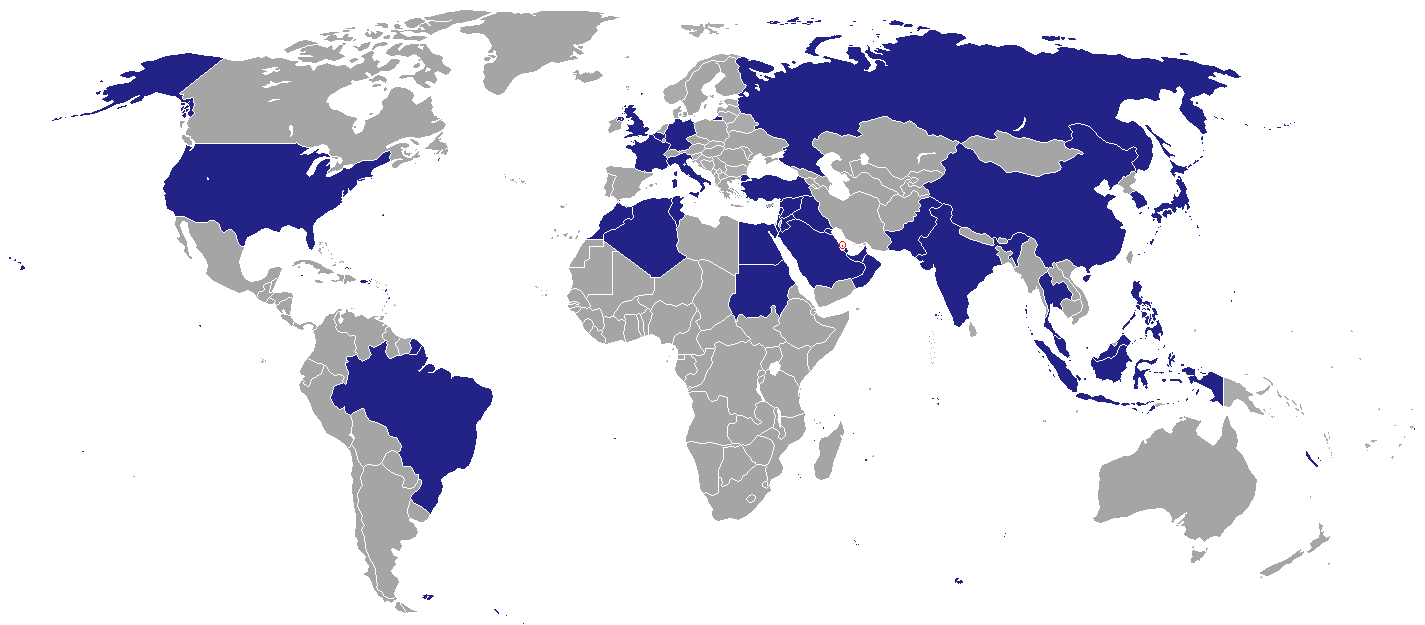
نقشه کشورهای دربردارنده سفارتخانه بحرین

فهرست سفارت‌های بحرین، فهرستی از مراکز سفارتخانه و کنسولگری کشور بحرین در سراسر جهان است. کشور بحرین در ۲۲ مرداد ۱۳۵۰ بنا بر اصرار بریتانیا از ایران جدا شد و دو روز بعد در ۲۴ مرداد با عضویت در سازمان ملل متحد، به استقلال رسید.
این کشور تا سال ۲۰۱۵ با ۲۵ کشور جهان، روابط دیپلماتیک داشت، اما در تاریخ ۱۴ دی ۱۳۹۴، و پس از قطع روابط دیپلماتیک عربستان سعودی با ایران به دنبال حمله به سفارتخانه و کنسولگری این کشور در ایران، وزارت خارجه بحرین در ادامه پیروی از سیاست‌های عربستان سعودی، با صدور بیانیه‌ای از قطع روابط دیپلماتیک خود با ایران خبر داد. وزارت خارجه بحرین همچنین ۴۸ ساعت به دیپلمات‌های ایرانی در منامه مهلت داده تا این کشور را ترک کنند.
دفاتر دیپلمات این کشور در ایران نیز بسته شد. آخرین قطع روابط کشور بحرین، با کشور سوریه در ۵ مارس ۲۰۱۶ بود.
همچنین این کشور همراه با ۳کشور دیگر یعنی امارات، عربستان و مصر در ژوئن۲۰۱۷ روابط خود را با قطر قطع نمودند.
بحرین به دنبال عادی سازی روابط امارات متحده عربی با اسرائیل روابط خود را با اسرائیل عادی کرد.

## آسیا

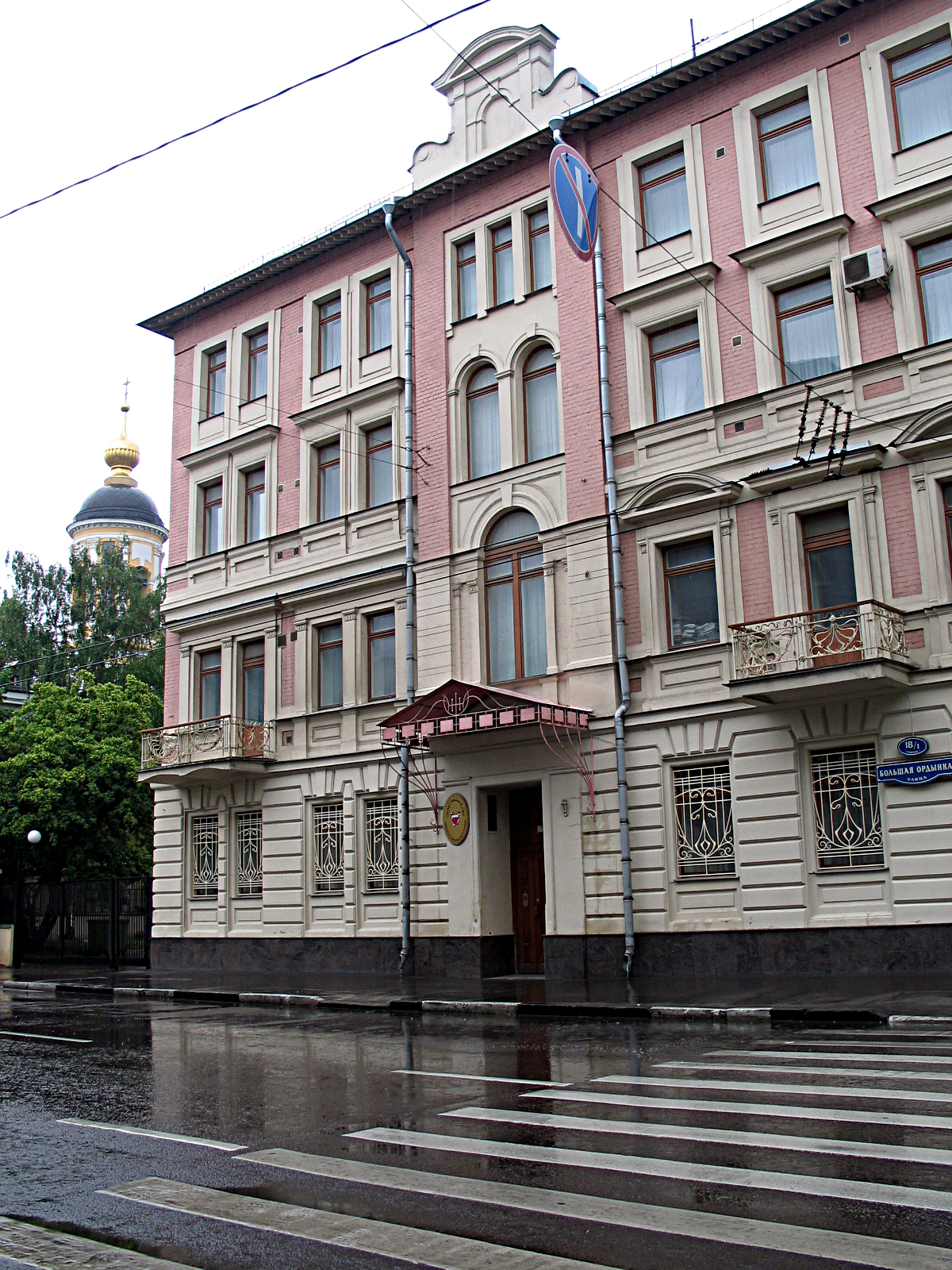
سفارتخانه بحرین در مسکو

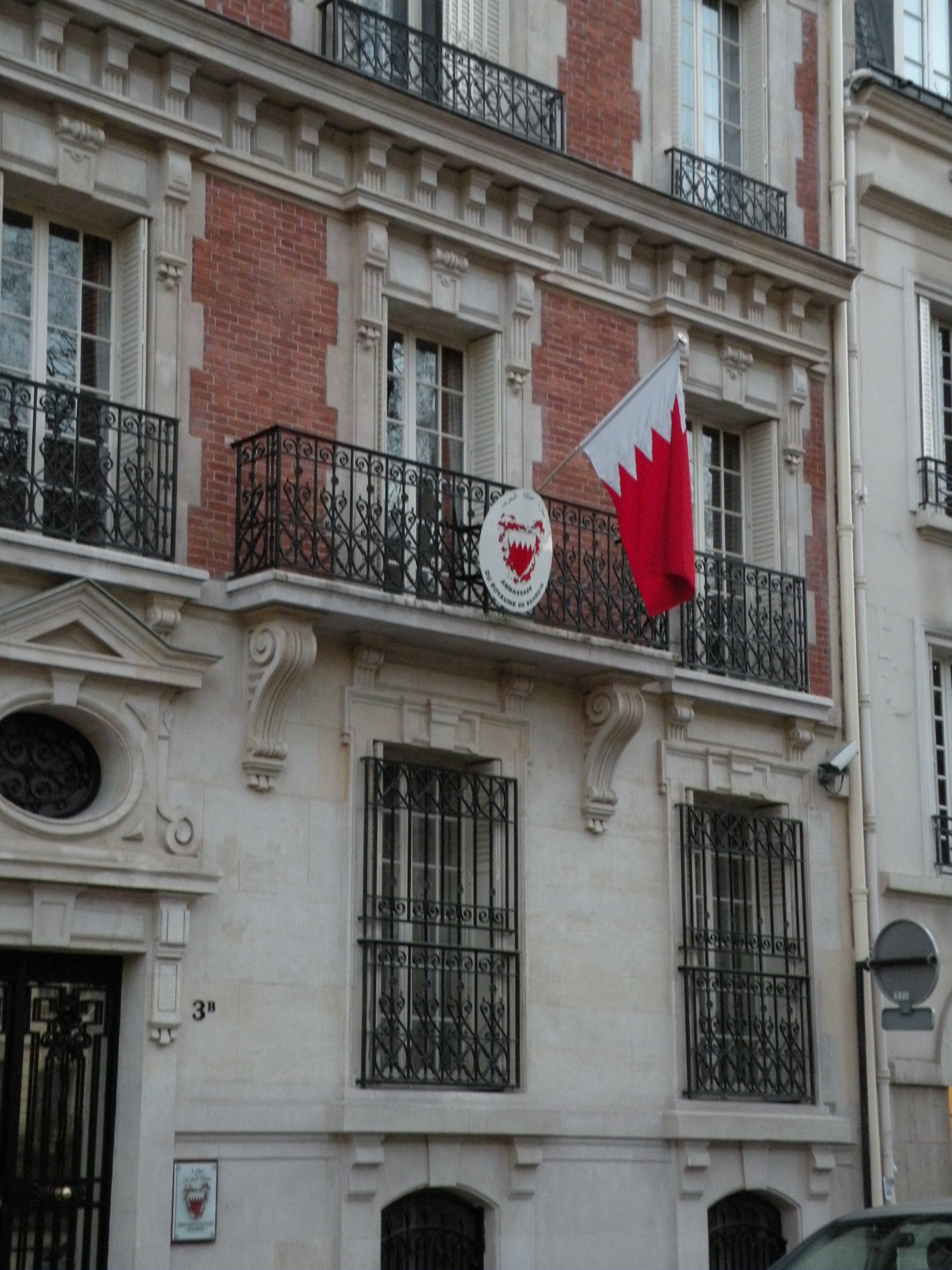
سفارتخانه بحرین در پاریس

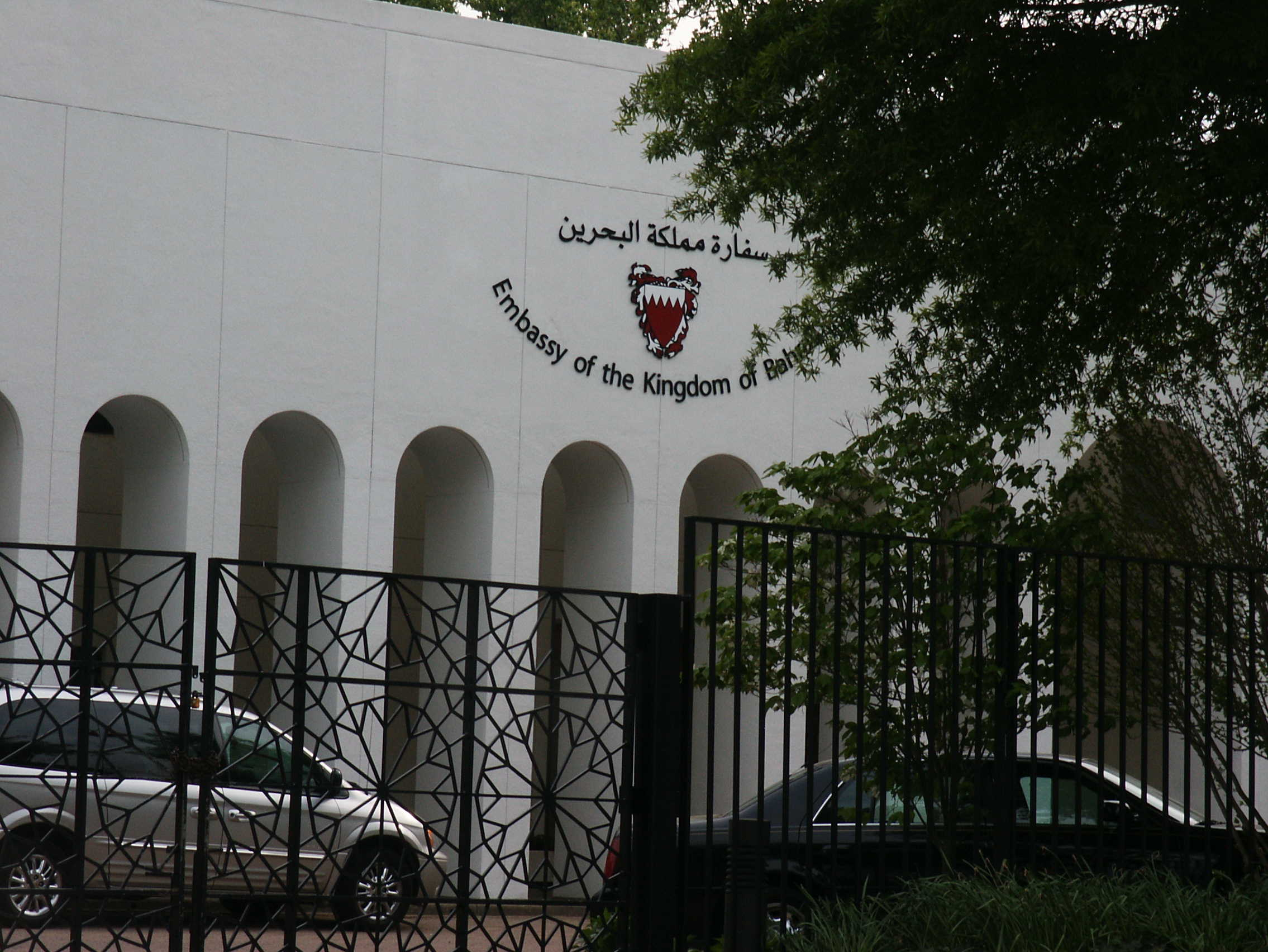
سفارتخانه بحرین در واشینگتن دی سی

- چین
  - پکن (سفارت)
- اندونزی
  - جاکارتا (سفارت)
- هند
  - دهلی نو (سفارت)
  - بمبئی (سرکنسولگری)
- عراق
  - بغداد (سفارت)
  - نجف (سرکنسولگری)
- ژاپن
  - توکیو (سفارت)
- اردن
  - امان (سفارت)
- کویت
  - کویت سیتی (سفارت)
- مالزی
  - کوالالامپور (سفارت)
- عمان
  - مسقط (سفارت)
- پاکستان
  - اسلام‌آباد (سفارت)
  - کراچی (سرکنسولگری)
- عربستان سعودی
  - ریاض (سفارت)
  - جده (سرکنسولگری)
- تایلند
  - بانکوک (سفارت)
- ترکیه
  - آنکارا (سفارت)
- امارات متحده عربی
  - ابوظبی (سفارت)

## آفریقا
- الجزایر
  - الجزیره (سفارت)
- مصر
  - قاهره (سفارت)
- مراکش
  - رباط (سفارت)
- سودان
  - خارطوم (سفارت)
- تونس
  - تونس (سفارت)

## آمریکا
- ایالات متحده آمریکا
  - واشینگتن دی سی (سفارت)
- برزیل
  - برازیلیا (سفارت)

## اروپا
- بلژیک
  - بروکسل (سفارت)
- فرانسه
  - پاریس (سفارت)
- آلمان
  - برلین (سفارت)
- روسیه
  - مسکو (سفارت)
- بریتانیا
  - لندن (سفارت)

## سازمان‌های چندجانبه
- بروکسل (مأموریت به اتحادیه اروپا)
- قاهره (نمایندگی دائم به اتحادیه عرب)
- ژنو (نمایندگی دائم به سازمان ملل متحد و دیگر سازمان‌های بین‌المللی)
- نیویورک (نمایندگی دائم به سازمان ملل متحد)

## سفارتخانه‌ها و نمایندگی‌های دیپلماتیک غیر مقیم
- افغانستان (اسلام‌آباد)
- آرژانتین (برزیلیا)
- بنگلادش اسلام‌آباد)
- جمهوری آفریقای مرکزی (خارطوم)
- شیلی (برزیلیا)
- کاستاریکا (واشینگتن دی سی)
- کلمبیا (برزیلیا)
- کیپ ورد (رباط)
- دانمارک (لندن)
- اتیوپی (مسقط)
- گینه (رباط)
- گینه بیسائو (رباط)
- ایسلند (لندن)
- قرقیزستان (اسلام‌آباد)
- لسوتو (خارطوم)
- مالدیو (اسلام‌آباد)
- سیرالئون (رباط)
- کره جنوبی (توکیو)
- توگو (الجزیره)
- ترکمنستان (ابوظبی)
- تایوان (توکیو)
- ونزوئلا (برزیلیا)
- زیمبابوه (خارطوم)
- زامبیا (خارطوم)